# Hammarlövs kyrka
Hammarlövs kyrka är en kyrkobyggnad i Hammarlöv. Den tillhör Hammarlövs församling i Lunds stift.

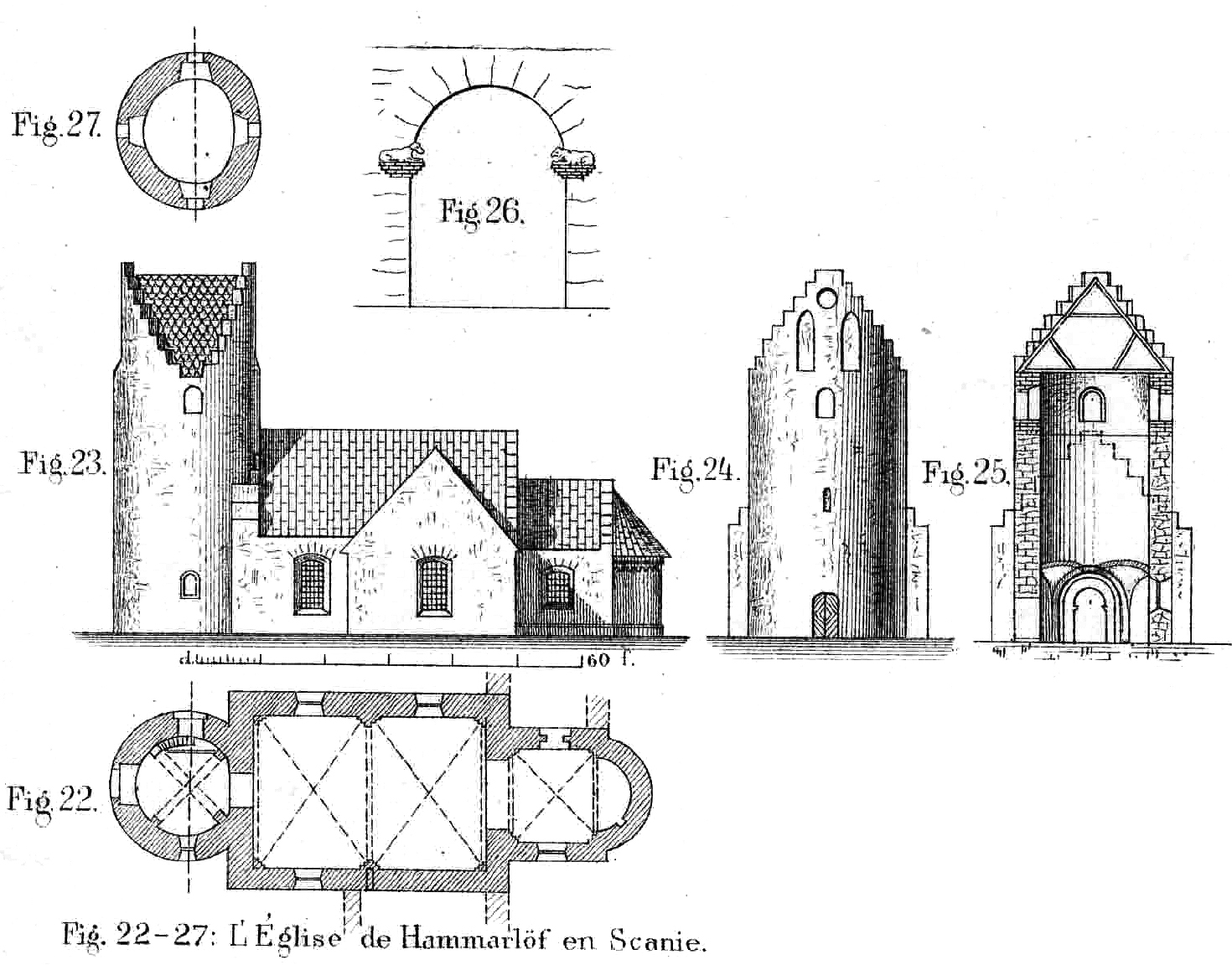
Hammarlöv kyrka vid mitten av 1800-talet. Ritning av Nils Månsson Mandelgren, publicerad 1883.

## Kyrkobyggnaden
Hammarlövs kyrka är en av fyra skånska kyrkor som fortfarande har bevarat runda västtorn. Ytterligare en kyrka med runt västtorn har funnits på Söderslätt, nämligen Önnarps kyrka. De andra tre bevarade i Skåne är Bollerups kyrka, Hammarlunda kyrka och Blentarps kyrka.
Kyrkan byggdes i romansk stil vid mitten av 1100-talet av Mårten Stenmästare. Tornet har troligtvis byggts runt 1200 och kan, liksom ha påvisats vid utgrävningar i Hammarlunda kyrkas rundtorn, ha varit uppfört som en gravplats åt en storman. Fortfarande ses målningsrester efter en riddare med vapen i hand avbildad vid triumfbågens södra sida. Målningen kan dateras till ca 1200. I absidvalvet finns också målningar 1200-talet. På 1400-talet slogs valven i kyrkans kor och långhus. I korvalvet finns bevarade 1400-tals målningar.
Under 1800-talet byggdes kyrkan ut två gånger, först med en korsarm i norr 1800 och sedan med en i söder 1862. På den gamla drängaläktaren i den södra korsarmen finns s.k. "dygdemålningar".

## Inventarier
- Predikstolen är från 1500-talets slut, men har förändrats.
- Dopfunten är jämngammal med kyrkan själv och gjord av Oxiemästaren.
- Altaruppsatsen från 1700 i barockstil är snidad av Anders Bildhuggare. Mittpartiets målning är från 1869.

### Orgel
- 1851 byggde Johan Lambert Larsson, Ystad en orgel med 8 stämmor.
- Den nuvarande orgeln byggdes 1926 av Olof Hammarberg, Göteborg och är pneumatisk. Orgeln har fasta kombinationer och automatisk pedalväxling. En gemensam svällare för hela orgeln finns.

| Manual I           | Manual II     | Pedal      | Koppel    |
| Borduna 16´        | Gedakt 8´     | Subbas 16´ | I/P       |
| Principal 8´       | Salicional 8' |            | II/P      |
| Flöjt harmonik 8'  | Gemshorn 4'   |            | II/I      |
| Violinprincipal 4' | Blockflöjt 2' |            | I 4'/I    |
|                    |               |            | II 16'/II |
|                    |               |            | II 4'/I   |

## Bilder

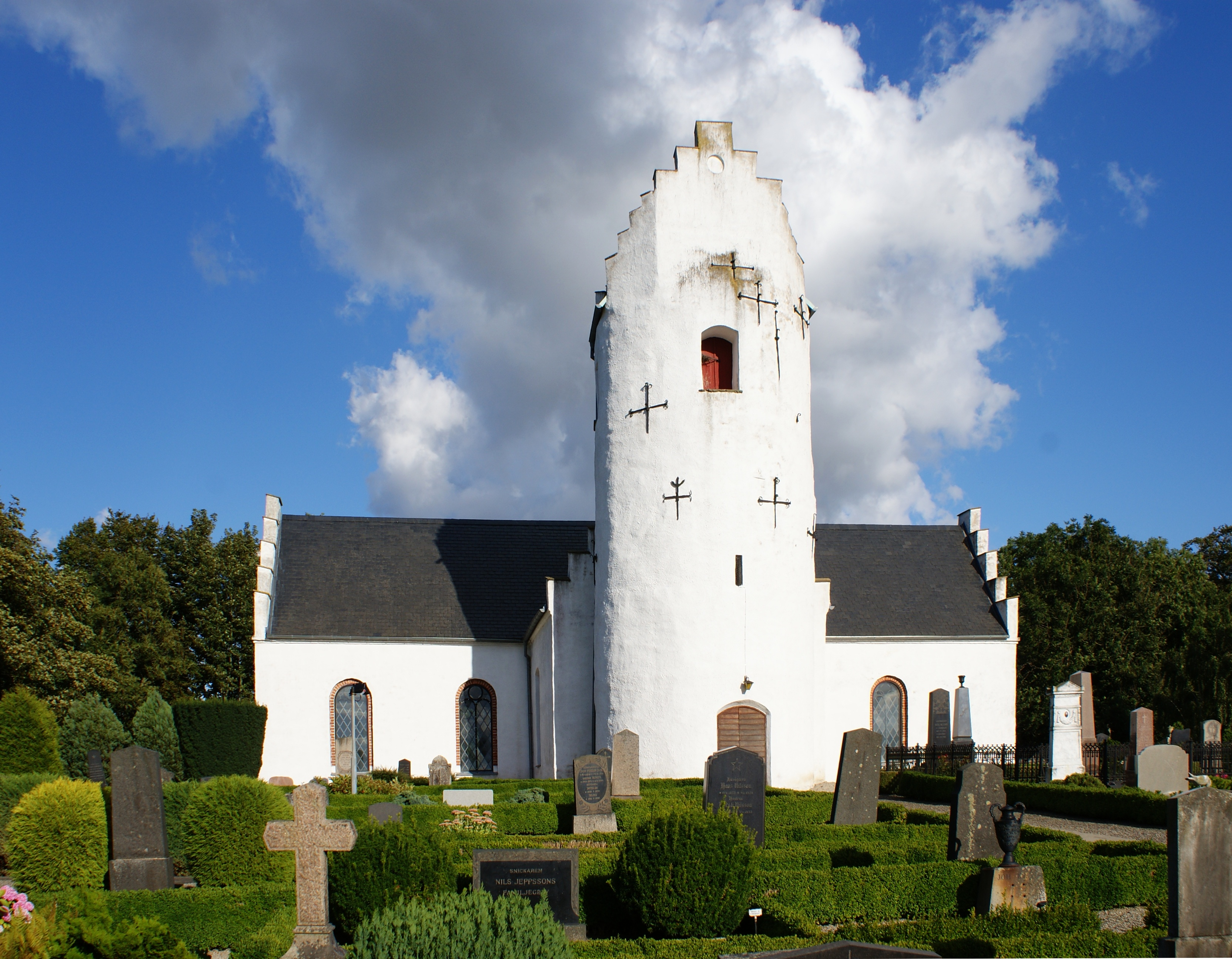
Kyrkan från väster
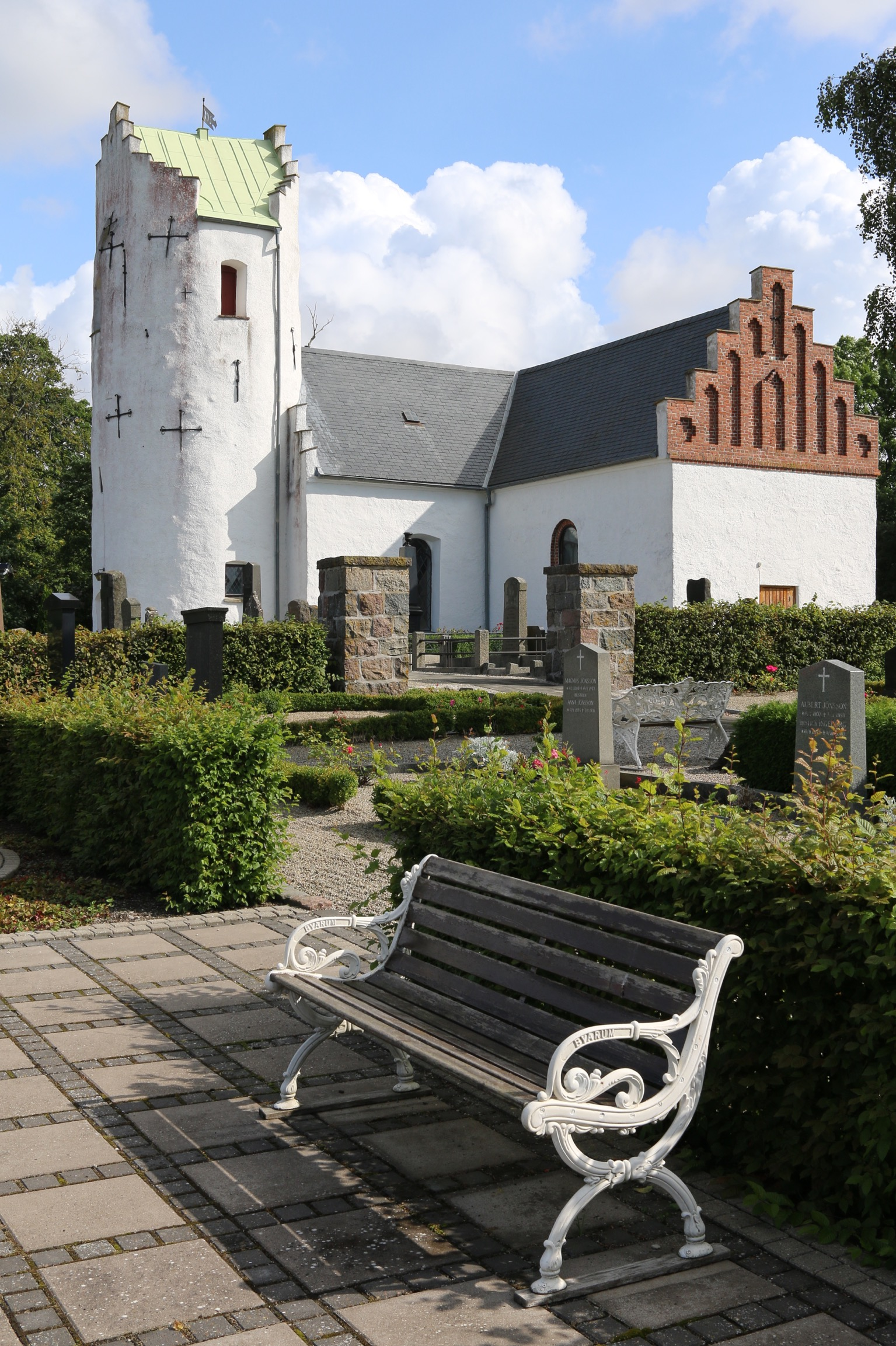
Exteriör från söder
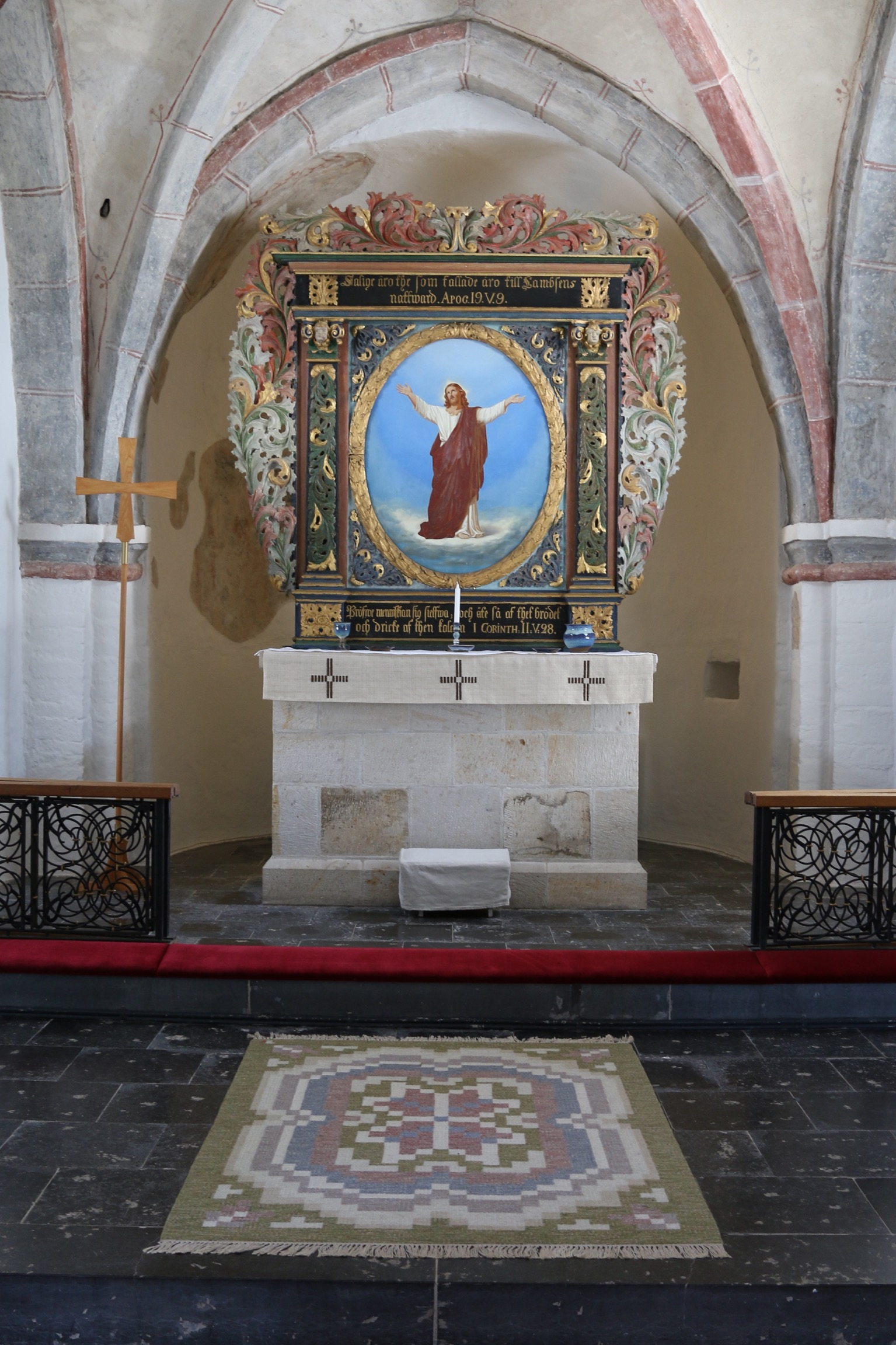
Altaruppsats
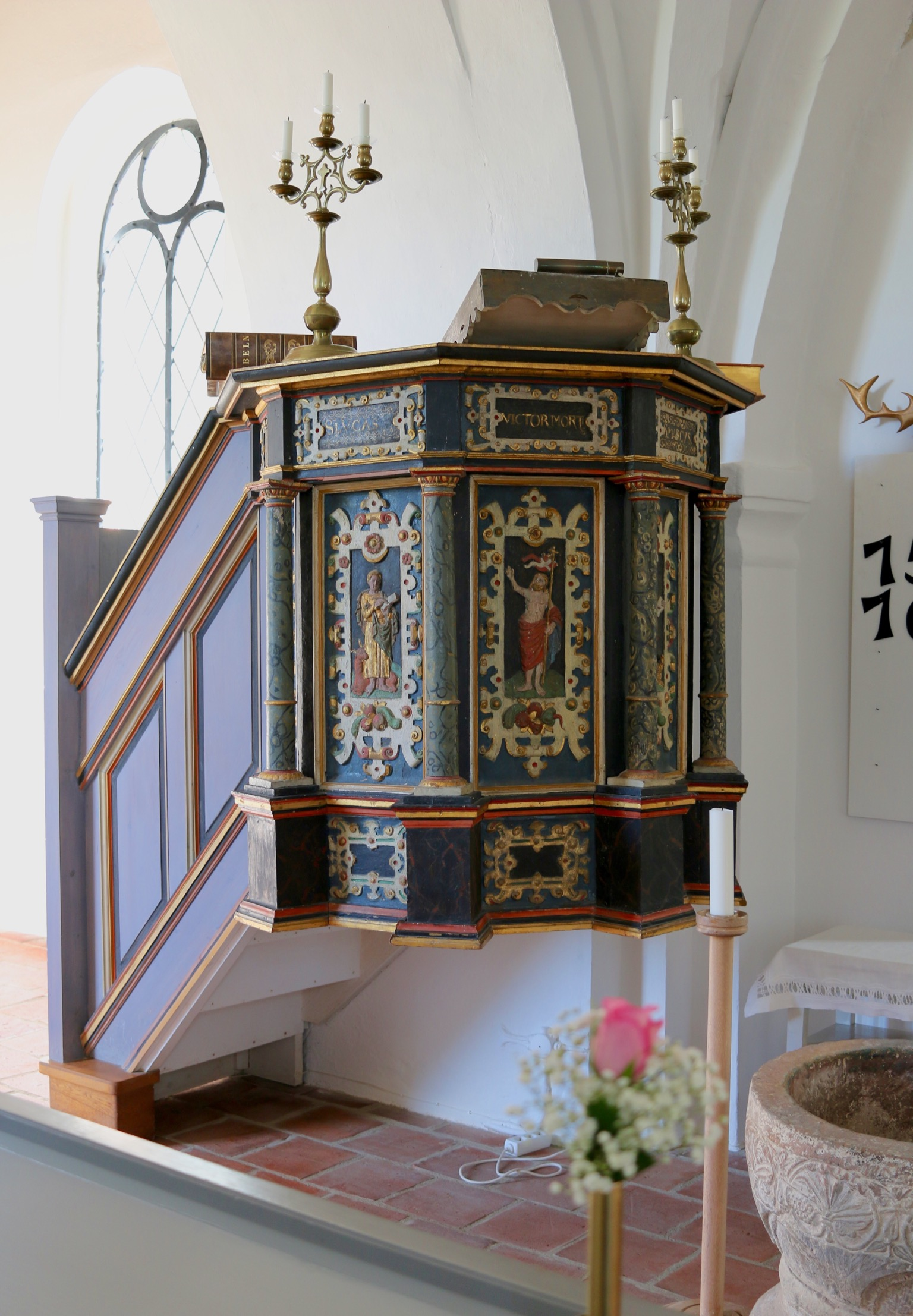
Predikstol
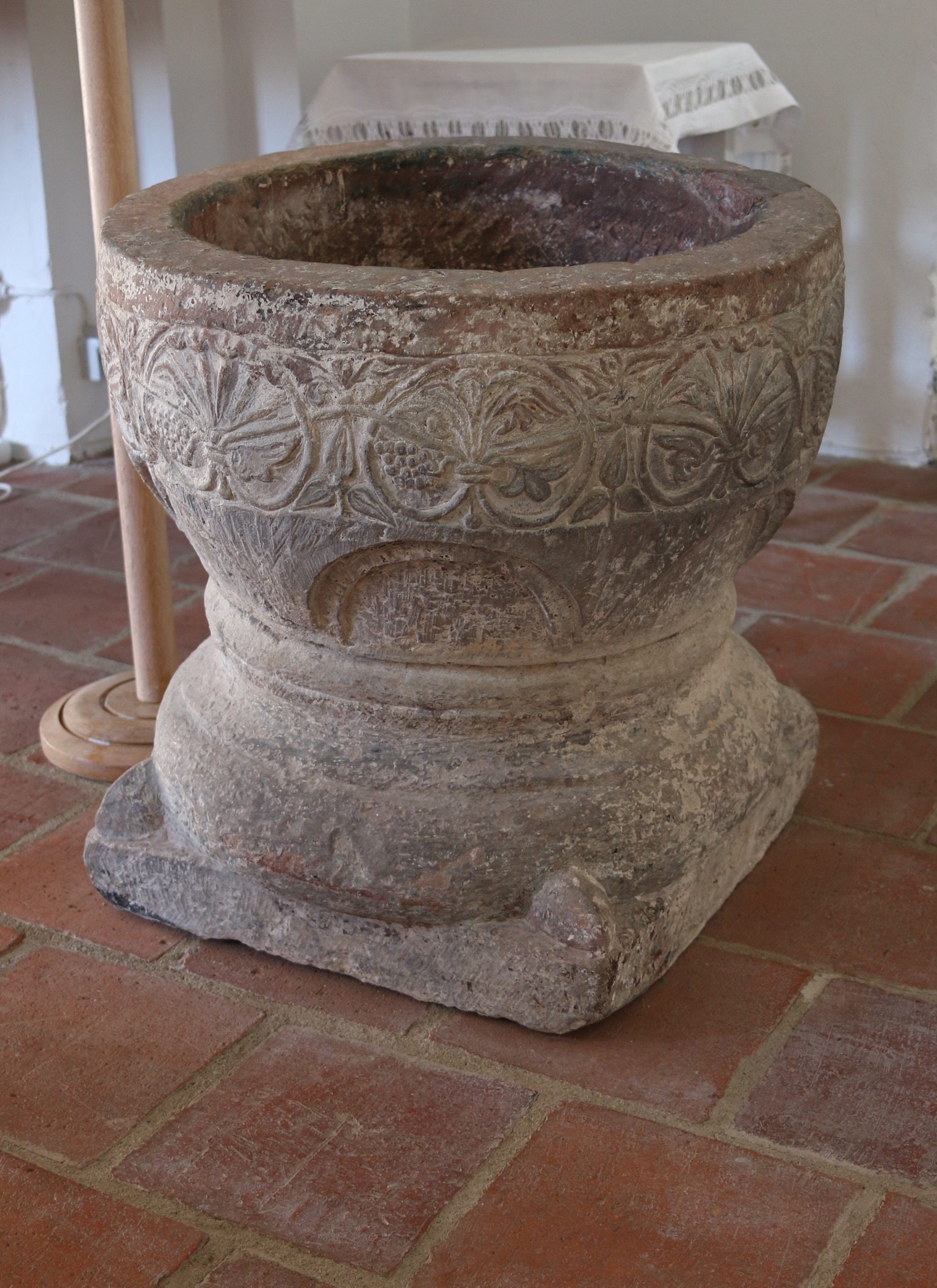
Dopfunt
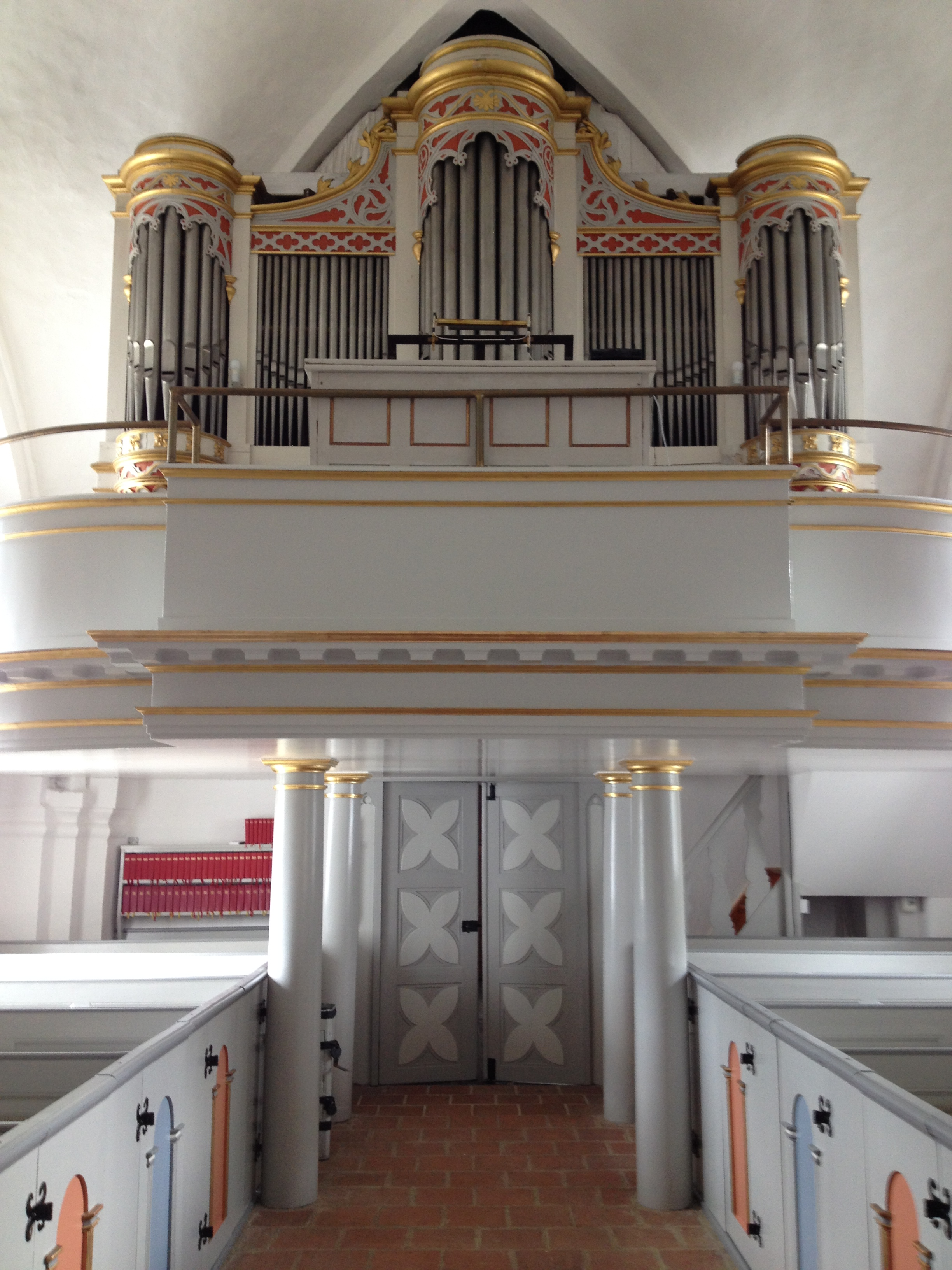
Orgeln